# Kawiarnia Warszawianki w Krakowie
Kawiarnia Warszawianki – nieistniejąca już kawiarnia i restauracja znajdująca się w Krakowie, na Starym Mieście, przy ulicy Sławkowskiej 23.
Kawiarnia Warszawianki została założona w 1945 roku przez warszawianki H. Buyko i M. Grzybowską w kamienicy przy ulicy Sławkowskiej 23.
Początkowo nosiła nazwę „Paszteciarnia w Warszawianek”. Lokal słynął z barszczu, pasztecików oraz z czarnej kawy. Kawiarnia zyskała dużą popularność po założeniu księgi, gdzie gromadzone były podpisy oraz autografy znanych osób które odwiedziły lokal m.in.: uczestników powstania warszawskiego, literatów, aktorów, plastyków oraz studentów. W księdze znajdują się podpisy m.in.: Mieczysławy Ćwiklińskiej, Jarosława Iwaszkiewicza, Adolfa Dymszy, Zofii Jaroszewskiej, Tadeusza Kantora, Stefana Kisielewskiego, Włodzimierza Krzemińskiego, Zbigniewa Pronaszki, Tadeusza Różewicza, Magdaleny Samozwaniec, Ludwika Solskiego czy Jerzego Turowicza.
W latach 50. XX wieku władze miasta podjęły decyzję o likwidacji kawiarni. Ostatecznie jednak została upaństwowiona. W 1994 roku została zlikwidowana.